# Азовское (Калининградская область)
Азовское — посёлок в Калининградской области России. Входил в состав Добринского сельского поселения в Гурьевском районе.

## География
Рядом протекает река Камышевая. Около поселка проходит шоссе 24К-070.

## История
В 1946 году Тимсдорф был переименован в посёлок Азовское.

## Население
| 2002 | 2010 |
| ---- | ---- |
| 27   | ↗33  |

1910 году численность составляла 72 человека, в 1933 году — 264 человека, в 1939 году — 252 человека.